# Gerrie Knetemann

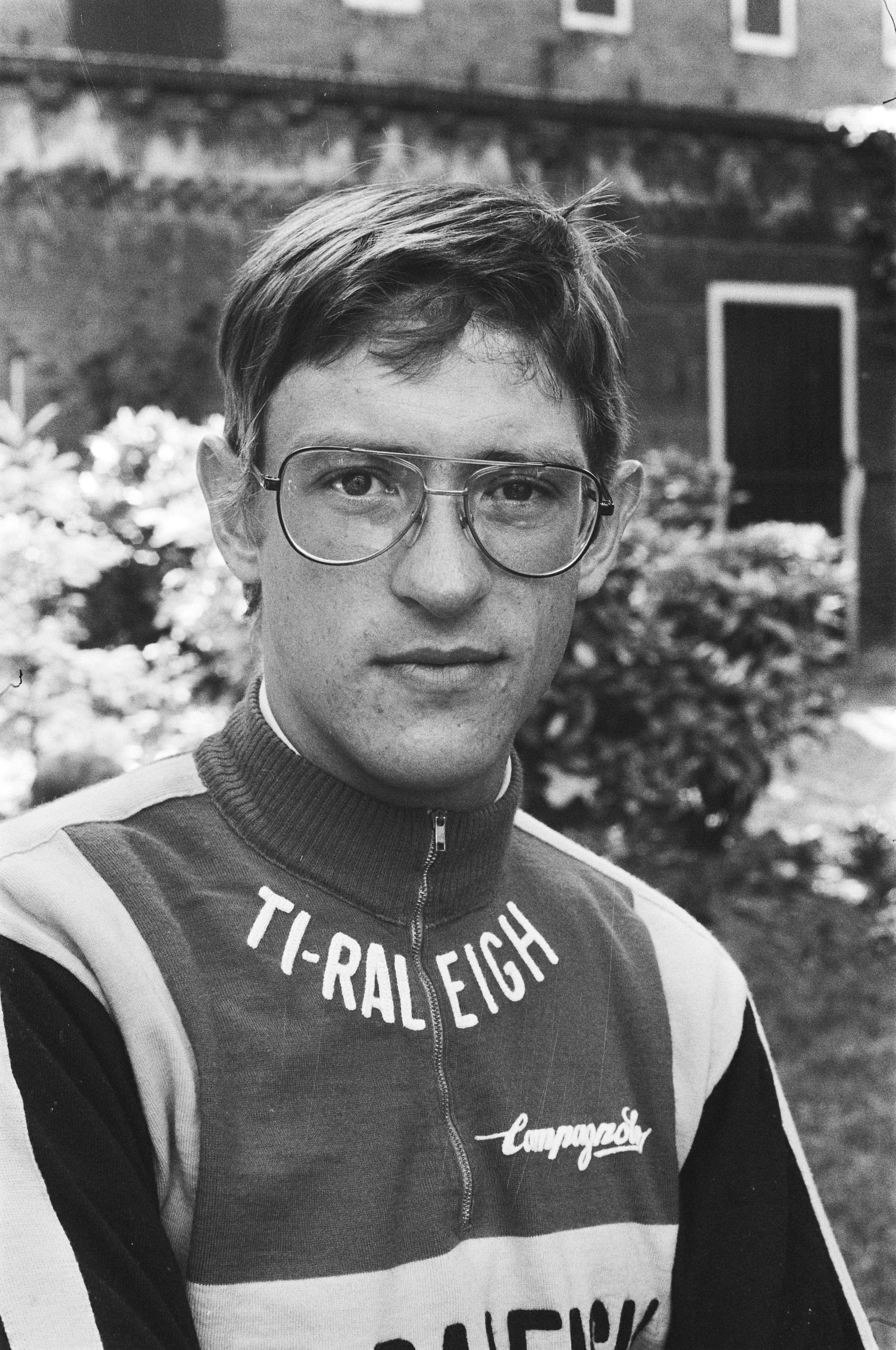
Gerrie Knetemann (1977)

Gerhard Friedrich Knetemann, genannt Gerrie Knetemann (* 6. März 1951 in Amsterdam; † 2. November 2004 in Bergen, Provinz Noord-Holland) war ein niederländischer Radrennfahrer.

## Werdegang
Kurz bevor er Profi wurde, startete er in auf der Bahn der Werner-Seelenbinder-Halle in Berlin beim traditionsreichen Rennen 1001-Runde, das er mit seinem Partner Jan Breur überlegen gewann. Knetemann, auch bekannt unter dem Namen „de Kneet“, galt in den 1970er Jahren als einer der besten Radrennfahrer der Welt. Er konnte über 130 Siege erringen, darunter zehn Etappensiege bei der Tour de France, zwei beim Amstel Gold Race und einen bei Paris–Nizza. Höhepunkt seiner Karriere war der Sieg bei der Straßenweltmeisterschaft 1978 auf dem Nürburgring.
Von 1976 bis 1983 fuhr Knetemann für das TI-Raleigh-Team, zuvor für Mercier. 1983 stürzte er schwer bei dem Rennen Quer durch Flandern. 1978 gewann er das Sechstagerennen von Maastricht, 1986 Sechstagerennen von Madrid. 1981 und 1982 gewann er die Derny-Europameisterschaften. 1989 beendete er den aktiven Radsport. Danach betreute er die Straßenfahrer der Niederlande als Nationaltrainer.
Knetemann erlitt im Alter von 53 Jahren bei einer  Radtour mit Freunden in Bergen einen tödlichen Herzinfarkt. 2006 und 2007 wurde das Radrennen Grote Prijs Gerrie Knetemann als Teil der UCI Europe Tour in der Provinz Gelderland ausgetragen.

## Familiäres
Die ehemalige niederländische Radrennfahrerin Roxane Knetemann ist die Tochter von Gerri Knetemann.